# Marcelo Sarmiento
Marcelo Sarmiento (Córdoba, 3 novembre 1979) è un ex calciatore argentino, di ruolo centrocampista.

## Carriera

### Club
Ha giocato nella massima serie dei campionati argentino, bulgaro e greco.